# Église Saint-Barthélémy de Demmin
L'église Saint-Bartélémy (St. Bartholomaei-Kirche) est l'église luthérienne-évangélique paroissiale principale de la ville de Demmin, ancienne ville hanséatique de l'arrondissement du Plateau des lacs mecklembourgeois. C'est une église qui reprend le style gothique de brique, typique de l'architecture de brique du nord de l'Allemagne et de la côte baltique.

## Historique
L'église est bâtie à l'emplacement d'une ancienne église de bois fondée lors de la deuxième mission de l'évêque Othon de Bamberg, dans la première moitié du XIIe siècle. Elle brûle à l'époque de la bataille de Verschen en 1164, comme le reste de la bourgade. Un autre église de pierre, construite par des colons de Basse-Saxe, la remplace au début du XIIIe siècle. Elle est vouée à l'apôtre saint Barthélémy en 1269.
Le conseil de la ville obtient à la fin du XIVe siècle le jus patronatus sur l'église qui dépendait auparavant du duc de Poméranie. Elle passe à la Réforme protestante en 1534 et connaît une période de prospérité.

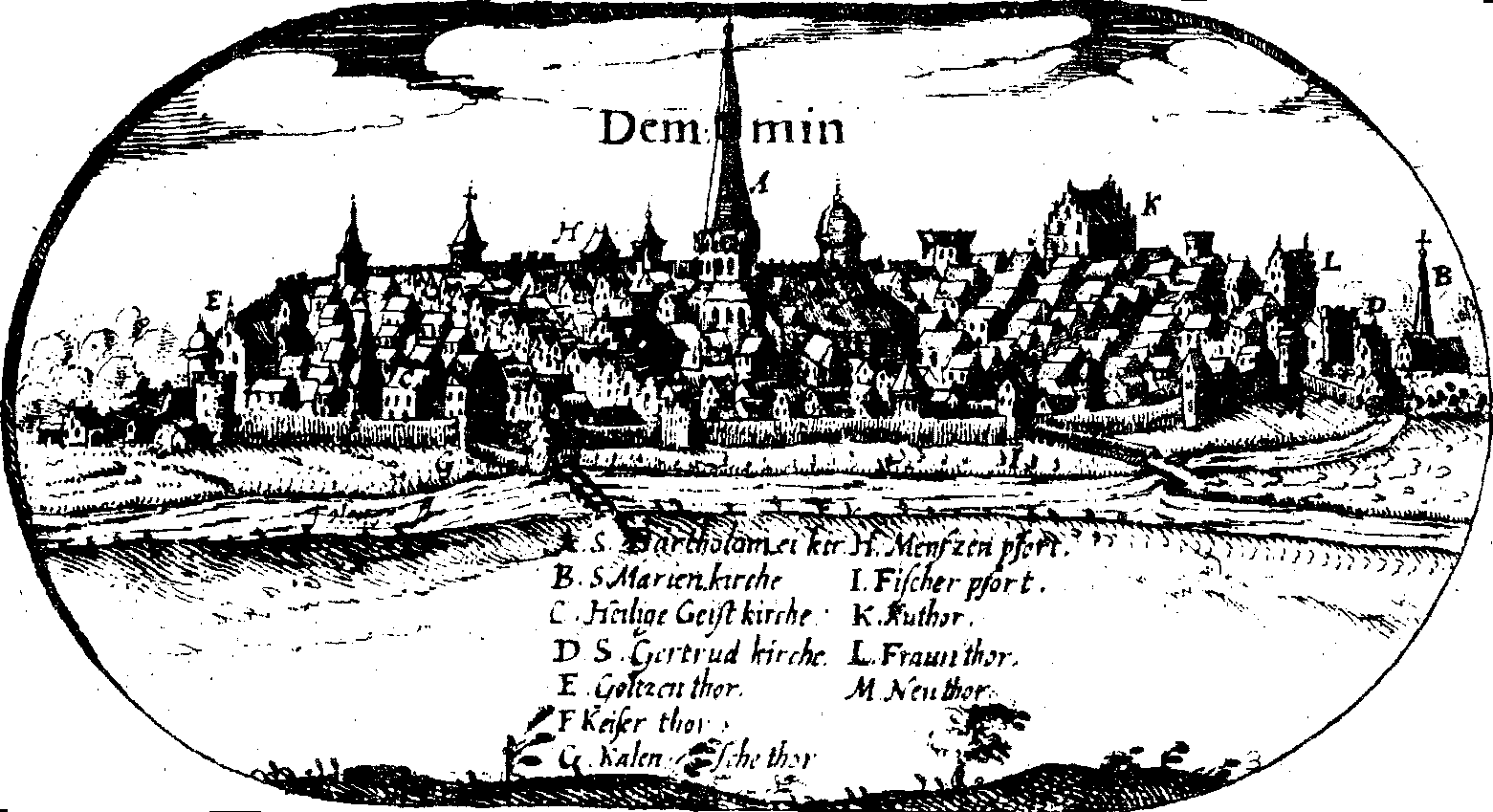
Demmin en 1618

Demmin est assiégée en 1631, 1637 et 1639 pendant la Guerre de Trente Ans, ce qui lui provoque des dommages autant qu'à l'église. La région passe à la Poméranie suédoise après la guerre et l'église est restaurée. On reconstruit le clocher et la toiture. L'église est à nouveau endommagée pendant la Guerre du Nord en 1659, lorsque la ville est assiégée par les troupes brandebourgeoises. Le commandant de la ville, Heinrich von Vincken, fait ôter le cuivre de la toiture pour fondre des balles de mousquets. Le roi de Suède donne ensuite à la fin de la guerre mille cinq cents thalers d'argent pour restaurer l'édifice, mais la ville ne lui en donne qu'une partie pour sa propre reconstruction. L'église est en travaux, jusqu'en 1676, date à laquelle Demmin est à nouveau assiégée par les Brandebourgeois du Grand Électeur, pendant la guerre suédo-brandebourgeoise. La ville est détruite à cause d'un incendie qui dure deux jours. De l'église ne subsistent que des murs calcinés.
Le Grand Électeur permet l'organisation d'une collecte en 1684-1685 pour reconstruire l'église. Les donations proviennent non seulement de Poméranie et de Prusse, mais aussi du Danemark, de Hambourg ou du Mecklembourg.
La nouvelle église est consacrée en 1689 et l'édifice est terminé en 1709. Le clocher est surmonté d'une flèche baroque. Elle est encore en danger en 1759, lorsqu'elle est occupée par les troupes prussiennes pendant la Guerre de Sept Ans, mais heureusement elle ne subit que de légers dommages intérieurs. Les troupes napoléoniennes, une cinquantaine d'années plus tard, s'en servent de grange pendant quelque temps.
Le chœur et l'autel sont redessinés par Karl Friedrich Schinkel en 1826. Le clocher est restauré en 1853-1854, jusqu'à la première galerie. Puis l'église est complètement restaurée et refaite entre 1857 et 1867 selon les plans de Friedrich August Stüler. Le fronton est refait ainsi que l'intérieur. Le maître d'œuvre Bartholomaeus Weber termine les travaux en 1867, deux ans après la mort de Stüler, sous la supervision du surintendant demminois Franz Hermann.
L'église est restaurée dans les années qui suivent la réunification allemande. Une scène de la vie d'Othon de Bamberg, l'« apôtre de la Poméranie », est découverte dans la partie nord de l'église.
En plus du culte, Saint-Barthélémy, est utilisée régulièrement pour des concerts.

## Architecture
L'église-halle possède trois nefs et cinq travées, avec un transept à six travées. Ses parties la plus ancienne sont la base de la tour et la travée occidentale qui remontent au XIIIe siècle.
Le fronton de la façade est, avec ses fenêtres aveugles, est une merveille néogothique conçue par Schinkel. La tour est couronnée d'une croix à 93 mètres de hauteur. L'édifice culmine donc à 96,3 mètres.
L'intérieur contient des parties remarquables de la période baroque. L'autel est surplombé par un tableau d'Heinrich Lengerich (de) (1825), d'après La Mise au tombeau du Christ de Raphaël.
La chaire est décorée de cinq statuettes représentant Othon de Bamberg, le duc de Poméranie Wartislaw Ier, Alwinius, premier prêtre de l'église, Martin Luther et Johannes Bugenhagen. Les vitraux du chœur sont de Karl Gottfried Pfannschmidt (1819-1887), ainsi que deux tableaux de la tribune de l'orgue. Le vitrail du milieu a été offert en 1867 par le roi de Prusse Guillaume, futur empereur allemand.
L'orgue actuel date de 1818-1819. Il a été conçu par Johann Simon Buchholz de Berlin et agrandi en 1866-1867 par Barnim Grüneberg de Stettin. Il possède cinquante-deux registres. Il a été restauré en 1998-2003. Un festival d'orgue se tient à l'église en septembre tous les ans.

## Source
- (de) Cet article est partiellement ou en totalité issu de l’article de Wikipédia en allemand intitulé « St.-Bartholomaei-Kirche (Demmin) » (voir la liste des auteurs).